# Marte Sørø
Marte Sørø (* 29. April 1980) ist eine ehemalige norwegische Fußballschiedsrichterin.
Von 2008 bis 2018 stand Sørø auf der Liste der FIFA-Schiedsrichter und leitete internationale Fußballpartien, unter anderem in der UEFA Women’s Champions League.
Bei der U-17-Europameisterschaft 2012 in der Schweiz leitete Sørø ein Halbfinale und das Spiel um Platz drei. Bei der U-19-Europameisterschaft 2014 in Norwegen wurde sie als Vierte Offizielle eingesetzt. Bei der U-19-Europameisterschaft 2017 in Nordirland pfiff sie zwei Spiele in der Gruppenphase.
Zudem war Sørø als Schiedsrichterin unter anderem in der EM-Qualifikation, in der europäischen WM-Qualifikation, beim Zypern-Cup 2017 sowie bei diversen Qualifikations- und Freundschaftsspielen im Einsatz.